# 太秦廣隆寺站

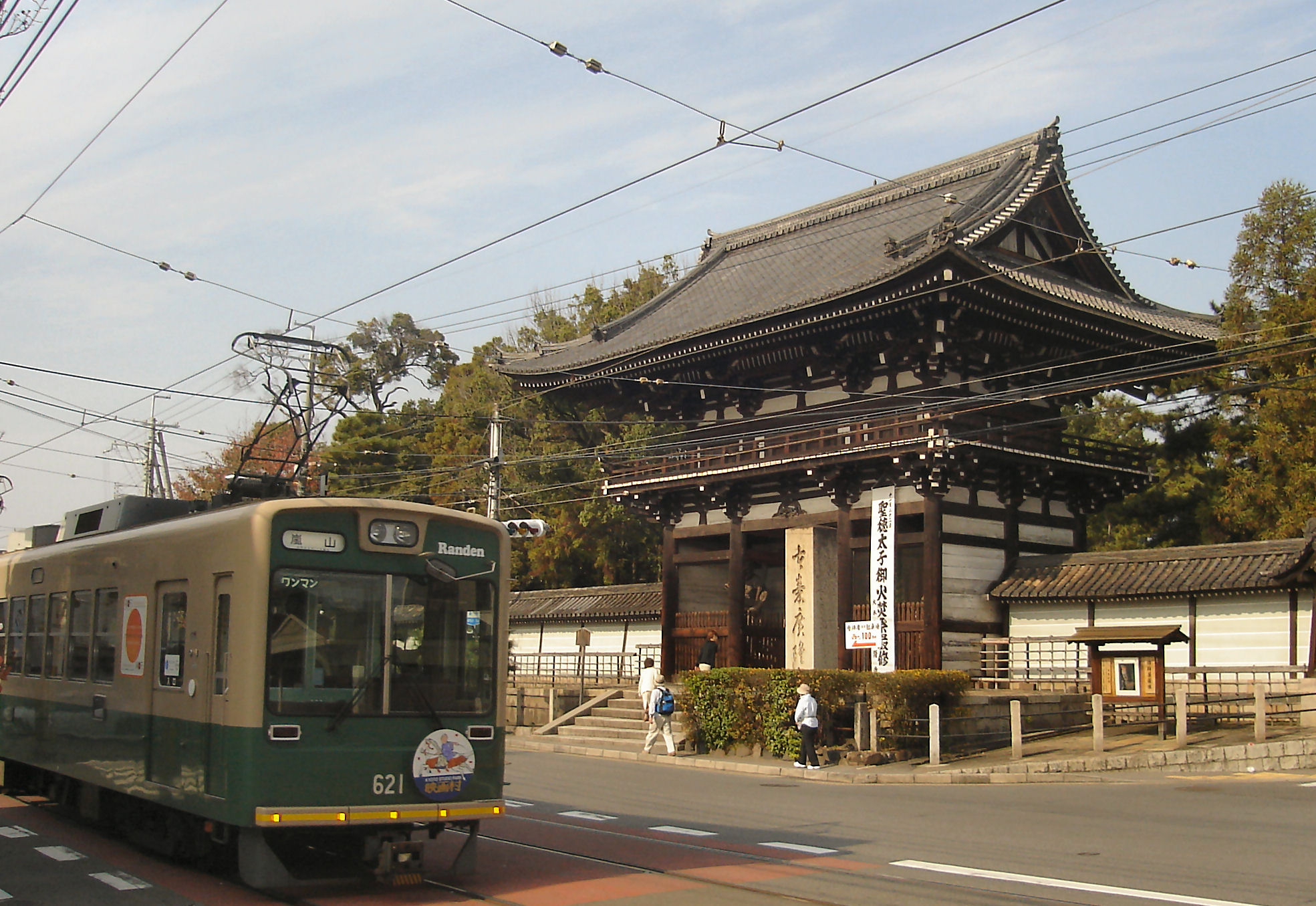
廣隆寺與嵐電

太秦廣隆寺站（日语：／ Uzumasa-Kōryūji eki */?）位於京都府京都市右京區太秦組石町，是京福電氣鐵道嵐山本線的鐵路車站。車站編號為A7。

## 歷史
- 1910年（明治43年）3月25日 - 嵐山電車軌道的太秦站（うずまさえき）開業[1][2]。
- 1914年（大正3年） - 改稱為太子前站（たいしまええき）[1]。
- 1918年（大正7年）4月2日 - 由於公司合併，改由京都電燈經營的嵐山電鐵營運[2]。
- 1942年（昭和17年）3月2日 - 由於路線繼承，成為京福電氣鐵道的車站[2]。
- 1944年（昭和19年）4月16日 - 改稱為太秦站[1]。
- 2007年（平成19年）3月19日 - 改稱為太秦廣隆寺站[1][2]。

## 車站構造
側式月台2面2線的地面車站。平常沒有配置站務員，但觀光客眾多的週末也會配置站務員。

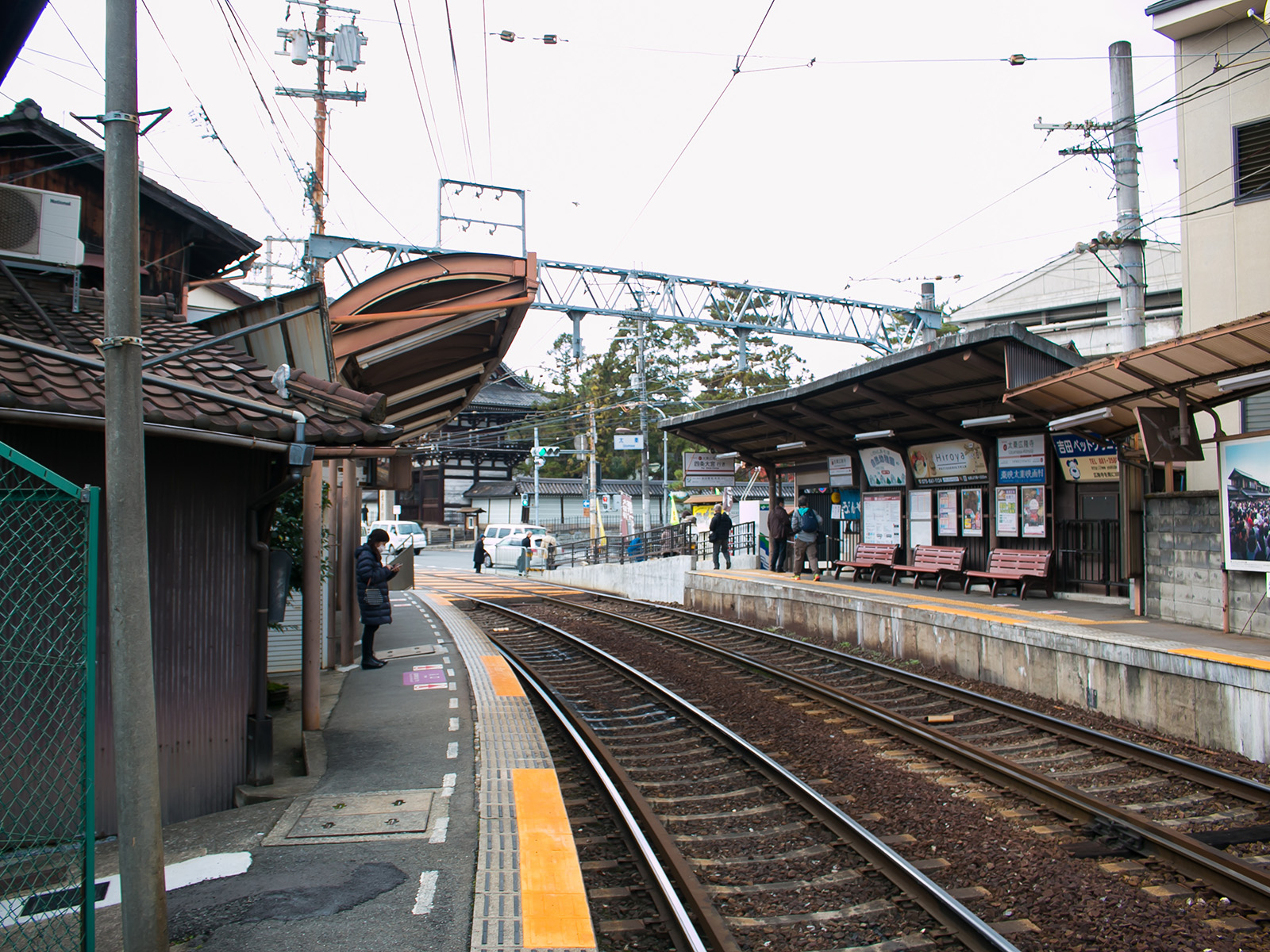
月台(2016年11月)

## 車站周邊
- 廣隆寺
- 京都市消防局右京消防署
- 右京警察署
- 東映太秦映畫村
- 京都市立太秦小學校
- 京都府道112号二條停車場嵐山線
- 大酒神社

## 相鄰車站
京福電氣鐵道
 嵐山本線
蠶之社（A6）－太秦廣隆寺（A7）－帷子之辻（A8）

## 外部連結
- 太秦廣隆寺站 （页面存档备份，存于） - 京福電氣鐵道